# Monte Danforth
Il Monte Danforth (in lingua inglese: Mount Danforth) è una montagna antartica di forma piramidale, per lo più libera dal ghiaccio e alta oltre 2.000 m, situata immediatamente a est del Monte Zanuck, sul fianco meridionale del Ghiacciaio Albanus, nei Monti della Regina Maud, in Antartide. 
Fu scoperto nel dicembre 1934 dal gruppo geologico guidato da Quin Blackburn, che faceva parte della seconda spedizione antartica dell'esploratore polare statunitense Byrd.
La denominazione è stata assegnata dallo stesso Byrd in onore di William H. Danforth (1870-1955), fondatore della ditta Purina, produttrice di alimenti per animali domestici, che era stato un finanziatore della spedizione.